# 皮海耶爾維

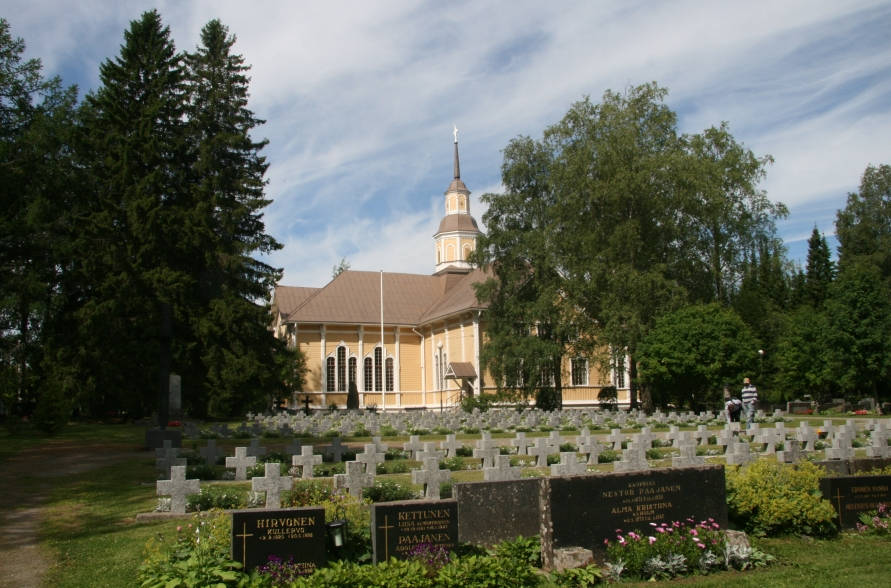
皮海耶爾維教堂

皮海耶爾維（芬蘭語：Pyhäjärvi）是芬蘭北博滕區的城市，位於該國中部，面積1,459.48平方公里，主要經濟活動是採礦業，2012年人口5,879，其中約99%居民的母語是芬蘭語。

## 外部連結
- 皮海耶爾維市官方网站 （页面存档备份，存于） （文）